# 緒方龍一
緒方 龍一（おがた りゅういち、1985年12月17日 - ）は、日本の歌手、ダンサー。ダンス＆ボーカルユニットw-inds.の元メンバー。2013年に結成されたALL CITY STEPPERSのボーカル&ギターを担当するほか、2021年からDravilとしてソロ活動を開始した。
北海道札幌市豊平区出身。血液型はO型。身長164cm。父親はギタリストで『NHKのど自慢』北海道ブロックでバックバンドを務めていた。
2020年5月31日までの所属芸能事務所はライジングプロダクション。
w-inds.ではダンス&コーラス(主に高音)、ラップを担当。イメージカラーは緑で、ライブ時のマイクテープは赤だった。
2020年5月31日、心身症を理由に所属グループであるw-inds.から脱退し、同時に所属事務所との契約も終了した。

## 来歴
1997年
姉が応募したCMオーディションに参加。そこでアクターズスタジオ北海道本部校からスカウトをされ千葉涼平と共に特待生としてレッスンを始める。
2008年
9月23日、国立代々木競技場第一体育館で行われる予定だったライブのリハーサル中に左足首の靱帯を損傷したものの、痛み止めによる応急処置を受け、約1時間遅れながら公演を完遂した。
2013年
橘慶太がKEITAとしてソロ活動再開したことを機に自らも単独での活動を求め、幼馴染でベーシストのRYUKI（前田竜希）および友人でThe John's Guerrillaのギター＆ボーカルLEO（今村怜央）と3ピースバンドALL CITY STEPPERSを結成。東京および大阪でツアー「Stepper's session」を開催する。
2020年
心理社会的ストレスの影響から数年間精神的に不安定な状態が続いており、医療機関から心身症の診断を受ける。自身を見つめ直すためにw-inds.からの脱退を申し出、協議を重ねた末、5月31日に脱退。同時に所属事務所とも契約が終了した。

## 人物
- 自身の担当する事の多いラップやダンスのR&B、ヒップホップといった音楽だけではなく、父親の影響で60年代のロックも好んでおり、ビートルズやエリック・クラプトン等を敬愛している。日本の音楽家では坂本龍一、宇多田ヒカル等を尊敬している。
- ライブの際には最初に自己紹介する場合が多く、曲間のMCでは中心的な役割を果たす。
- 自作曲として2004年に『Energy』、2005年に『from I』をいずれもライブステージで披露している。これらの楽曲は現時点でCD化されていない。
- 19歳の時に、友人でヘアモデルの宮奥謙馬がボーカルを務めるバンドRadio Foundationにギタリストとして参加し、アンダーグラウンドでバンド活動を行っていたが、2009年にバンドを脱退している。Radio Foundationはその後も活動していたが、2009年7月、w-inds.のツアー期間中に謙馬が急逝。後に龍一は雑誌で謙馬の逝去を告白している。また、2011年に開催されたw-inds.の10周年記念ライブ「Three Fourteen」やALL CITY STEPPERSのライブ等でRadio Foundationの楽曲を披露している。
- アウトドアスポーツを趣味としており、登山家の鬼頭功、栗城史多らと親交がある。またネイティブアメリカンの哲学思想の影響を受けている。

## 作品

### シングル
| # | タイトル                                     | 発売日        | 販売形態 | 順位 | 備考 |
| - | -------------------------------------------- | ------------- | -------- | ---- | ---- |
| 1 | ALL TOGETHER / REBORN                        | 2021年3月3日  |          |      |      |
| 2 | YOU MAKE ME FEEL BETTER / RUNAWAY            | 2021年11月3日 |          |      |      |
| 3 | DON'T WANNA LOSE CONTROL / All I Need Is You | 2021年12月1日 |          |      |      |